# 哈爾亞瓦爾塔

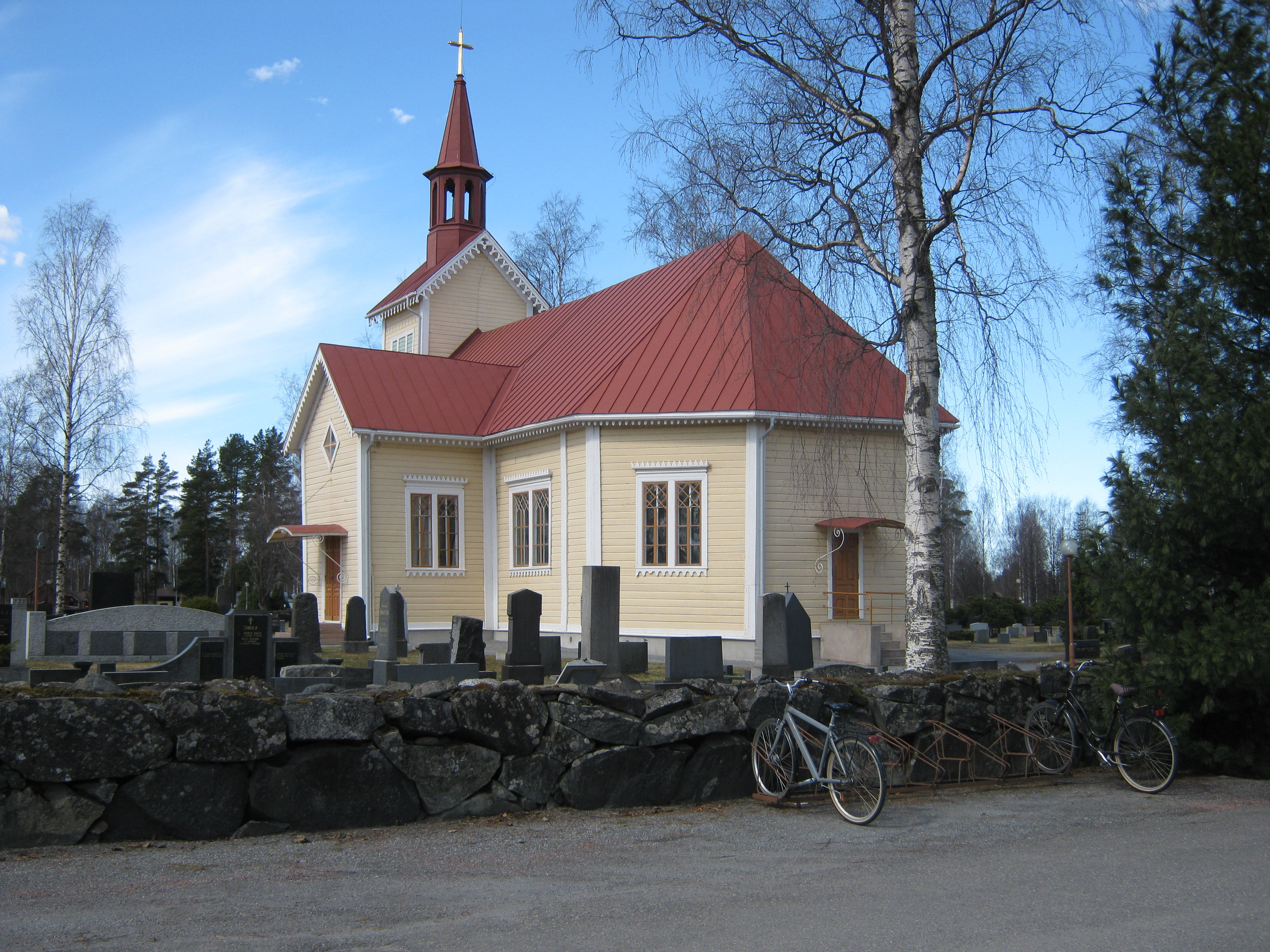
哈爾亞瓦爾塔老教堂

哈爾亞瓦爾塔（芬蘭語：Harjavalta）是芬蘭的市鎮，位於該國南部，在薩塔昆塔區内，面積127.74平方公里，海拔高度38米，2012年人口7,501，其中約98%居民的母語是芬蘭語。

## 外部連結
- 哈爾亞瓦爾塔市官方网站（页面存档备份，存于） （文） （英文）